# Dicranomyia mishimana
Dicranomyia mishimana là một loài ruồi trong họ Limoniidae. Chúng phân bố ở miền Cổ bắc.